# Stará hora (Pezinok)

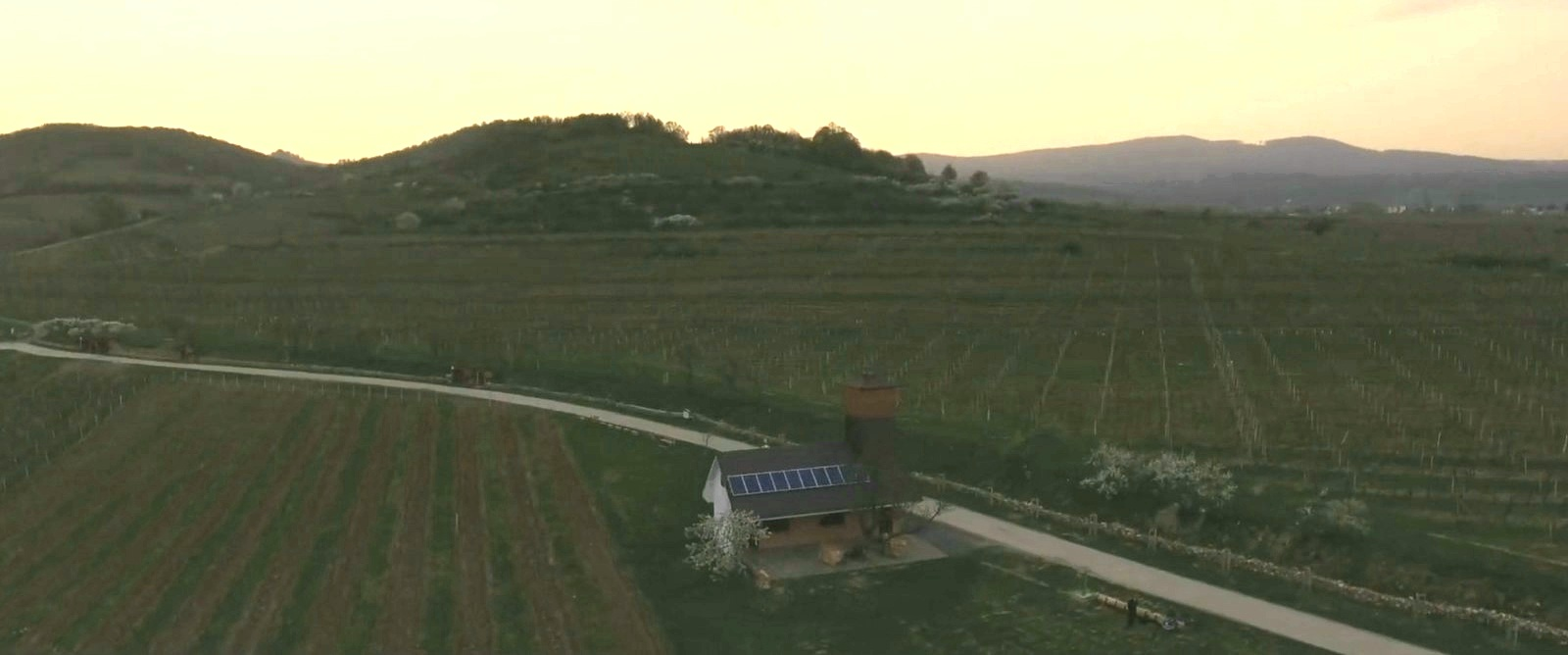
Stará hora s vinohrady, kamenici a vinařským domečkem Celestín

Stará hora (něm. Altenberg) je vrch a viniční trať u města Pezinok. Podle tradice je považován za lokalitu s nejstaršími vinohrady v pezinském katastru. V 17. století se na vrchu rozkládaly vinice, které nesly název Alterperg, Mitterperg, Wimpereg a Grefty.

## Historie
Na svazích vrchu Stará hora byl vysazen jeden z mála starých vinohradů, u nichž je známo datum založení. Byl to vinohrad Neuberg v roce 1615. Tato lokalita byla později přejmenována na tzv. Grefty, což je původně chorvatský název, který se kromě Pezinku vyskytuje například i v Šenkvicích a Modre.

## Zajímavosti
Je výjimečnou lokalitou s charakteristickými půdními a klimatickými vlivy. Na svahu vrchu se nachází také soukromá středomořská zahrada s levandulí, která každoročně během festivalu Víno a levandule přivítá velké množství návštěvníků.